# 恋する2人の解説書
『恋する2人の解説書』(原題: My Girlfriend's Boyfriend)は、2010年のアメリカ映画。ダリン・タフツ監督のラブコメディ。主演はアリッサ・ミラノ。日本では劇場未公開でDVDスルー。

## ストーリー
失恋し恋愛に慎重になっているジェシーが、タイプが正反対の2人の男性と同時に出会い、恋に落ちていく。
小説家志望のさえないイーサンと、ハンサムでエリート広告マンのトロイ。
ジェシーが働いているコーヒーショップで、小説を否定され落ち込んでいたイーサンを優しく励ます。
そんな彼女に惹かれ、イーサンがデートに誘う。
そして同じ日、コーヒーを買いに来たトロイにも声をかけられる。
両方の男性と意気投合し、デートを楽しんでいたジェシー。 
イーサンとは家族絡みの付き合いで、友達のように楽しい時間を過ごす。 
紳士なトロイとは、ロマンチックで完璧なデートを繰り返す。 
そんな2人の男性の間で揺れていたジェシー、彼女が選んだのは…。

## キャスト
- ジェシー・ヤング：アリッサ・ミラノ
- イーサン・リード：クリストファー・ゴーラム
- トロイ・パーカー：マイケル・ランデス
- バーバラ：キャロル・カナ
- デビッド・ヤング：トム・レンク
- ローガン・ヤング：ボーブリッジ
- スージー：ケリー・パーカー

## DVD
- 『恋する2人の解説書』

2011年7月6日　販売元:アメイジングD.C.